# La giara (novella)
La giara è una novella di Luigi Pirandello pubblicata nel 1909  e dà il titolo alla undicesima raccolta pubblicata nel 1927 delle Novelle per un anno. Fu convertita nel 1916 in una commedia teatrale e venne rappresentata a Roma nel 1917.

## Trama
Per la nuova raccolta delle olive, Don Lollò Zirafa acquista una giara nuova. Nella notte la giara misteriosamente si rompe e Don Lollò è costretto a rivolgersi all’artigiano Zi’ Dima, inventore di un mastice miracoloso. Don Lollò però non si fida del mastice, vuole anche i punti. Così Zi’ Dima deve entrare nella giara per fare i buchi e mettere i punti. Resta intrappolato dentro la giara: per uscirne dovrà romperla, scatenando la rabbia impotente e furibonda di Don Lollò.

## Edizioni
- Luigi Pirandello, Novelle per un anno, Prefazione di Corrado Alvaro, Mondadori 1956-1987, 2 volumi. 0001690-7
- Luigi Pirandello, Novelle per un anno, a cura di Mario Costanzo, Prefazione di Giovanni Macchia, I Meridiani, 2 volumi, Arnoldo Mondadori, Milano 1987 EAN: 9788804211921
- Luigi Pirandello, Tutte le novelle, a cura di Lucio Lugnani, Classici Moderni BUR, Milano 2007, 3 volumi.
- Luigi Pirandello, Novelle per un anno, a cura di S. Campailla, Newton Compton, Grandi tascabili economici.I mammut, Roma 2011 Isbn 9788854136601
- Luigi Pirandello, Novelle per un anno, a cura di Pietro Gibellini, Giunti, Firenze 1994, voll. 3.